# Kirsty McKay
Kirsty McKay (* in England) ist eine britische Schriftstellerin im Bereich der Jugendliteratur.

## Leben
Kirsty McKay wurde im Nordosten Englands geboren und wuchs dort auf. Sie absolvierte eine Schauspielausbildung an der Guildhall School of Music and Drama und war danach einige Jahre als Theaterschauspielerin aktiv. Im Anschluss betrieb sie als Produzentin ihr eigenes kleines Theater. In dieser Zeit begann sie Theaterstücke für Kinder zu schreiben. 
Im Jahr 2008 wurde sie von der Society of Children's Book Writers and Illustrators als vielversprechende neue Autorin entdeckt. Als Resultat hiervon wurden Werke von McKay in der jährlich erscheinenden Anthologie Undiscovered Voices veröffentlicht. 2011 erschien ihr erstes Buch Undead. 2012 wurde dessen Fortsetzung Unfed veröffentlicht. Des Weiteren schreibt sie weiterhin für Theater im Vereinigten Königreich und in Nordamerika.
Sie ist verheiratet und hat zwei Töchter. Mit ihrer Familie lebt sie heute in Boston, Massachusetts.

## Veröffentlichungen
- Undead (September 2011) (dt.: Untot - Lauf, solange du noch kannst, 2012)
- Unfed (September 2012) (dt.: Untot - Sie sind zurück und hungrig, 2013)
- Killer Game (Juli 2015) (dt.: "play2live", 2016)